# Pankratius

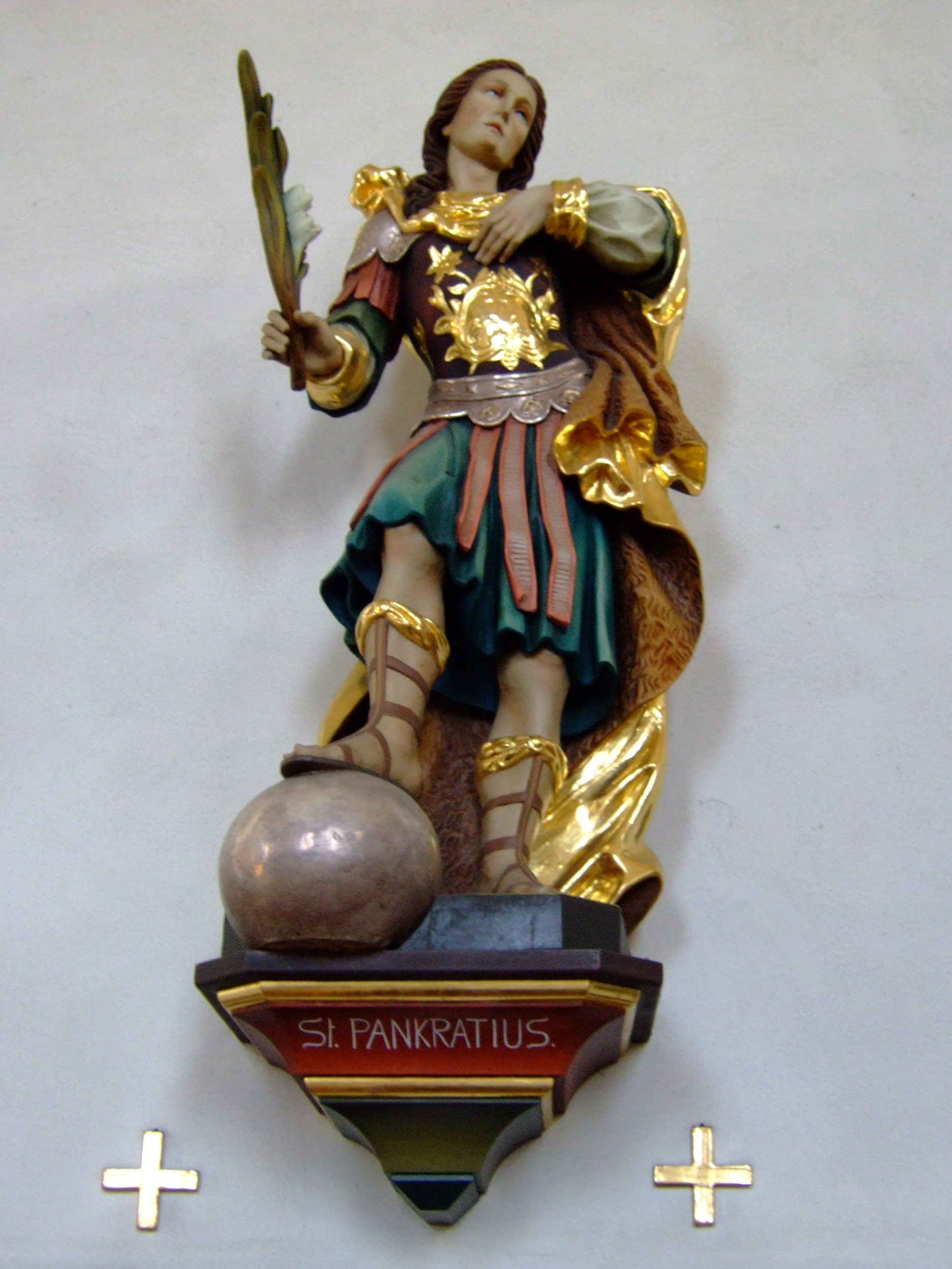
Darstellung des St. Pankratius in der Pfarrkirche St. Pankratius (Degmarn)

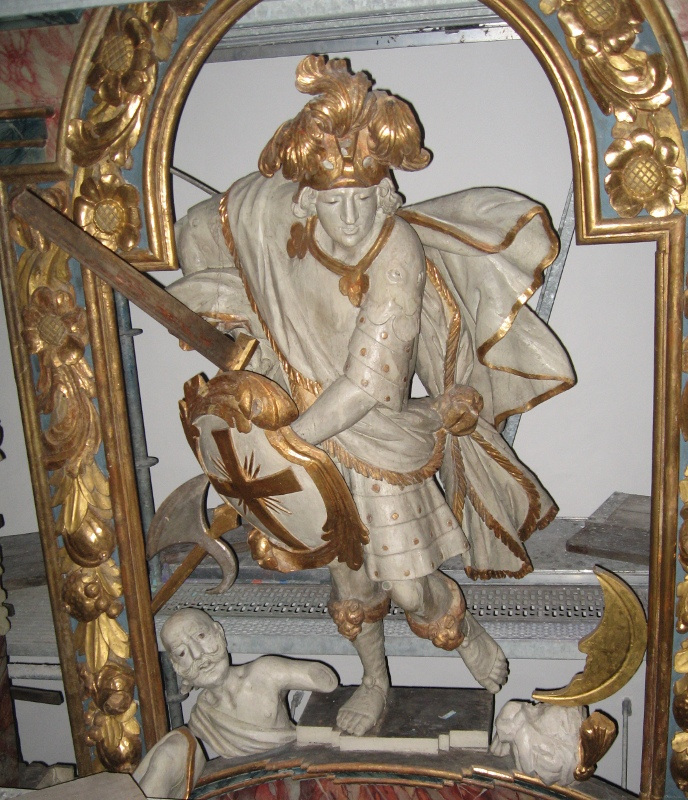
Darstellung in der Kirche
St. Pankratius (Körbecke) mit Türken zu seinen Füßen nach dem Sieg über die Türken bei der Zweiten Wiener Türkenbelagerung

Der heilige Pankratius (* um 290 (?) in Phrygien; † um 304 (?) in Rom) war ein römischer Märtyrer der frühen christlichen Kirche. Der Name kommt aus dem Griechischen und bedeutet Der alles Beherrschende. Bis ins 19. Jahrhundert hinein wurde er im Deutschen auch als Pankraz bezeichnet.

## Legende
Nach der Legenda aurea stammte er aus einer adeligen Familie in Phrygien aus der Gegend von Synnada. Sein Vater war der römische Bürger Cleonius. Der Vater starb, als er zehn war, danach lebte er bei seinem Onkel Dionysius, der ihn nach Rom brachte. Dort wurde er im Alter von 14 Jahren durch den Papst Cornelius, der sich auf ihrem Landgut versteckte, Christ. Nach dem Tode seines Onkels wurde er unter der Herrschaft des Diokletian im Jahr 304 (oder auch bereits 257–259 unter Kaiser Valerian oder unter Decius 250/251) am 12. Mai an der 2. Meile der Via Aurelia wegen seines Glaubens enthauptet. Er wurde in den Katakomben an der Via Aurelia, die nach ihm benannt sind, begraben.

## Verehrung
In der Chronographie wird er bereits 354 erwähnt. Um 500 ließ der römische Bischof Symmachus ihm zu Ehren an der Via Aurelia eine Basilika erbauen. Seine Verehrung war europaweit verbreitet. Er zählt zu den fünf Eisheiligen und Vierzehn Nothelfern.
Pankratius gilt als Patron des Eides und der Kinder, der Ritter und des Adels, der Saat und der Blüten; er wird angerufen bei Ekzemen, Migräne und Krämpfen.

## Gedenktag
- Katholisch: 12. Mai (nichtgebotener Gedenktag im Allgemeinen Römischen Kalender)[5]
- Evangelisch: 12. Mai (Gedenktag im Evangelischen Namenkalender der EKD)[6]

## Bauernregel
Die dem Gedenktag des Eisheiligen entsprechende Bauernregel lautet:
- Wenn’s an Pankratius gefriert, so wird im Garten viel ruiniert.
- Ist Sankt Pankratius schön, wird guten Wein man sehn.

## Darstellung

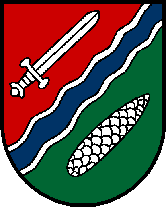
Wappen von St. Pankraz (OÖ)

Der Heilige im Wappen der Stadt Iserlohn

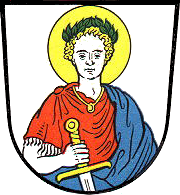
Und im Wappen von Belecke

Pankratius wird oft jugendlich, in vornehmer Kleidung oder Ritterrüstung mit Schwert, Märtyrerkrone und Palme als Heiligenattributen dargestellt.

## Verehrung, Orte und Namen, die mit Pankratius in Verbindung stehen
Um 500 ließ Papst Symmachus zu seiner Ehre an der Via Aurelia die Basilika San Pancrazio errichten.
Nach dem Heiligen werden – oft in der Kurzform Pankraz – Orte, Kirchen und Menschen benannt. Dazu gehört St. Pankraz in Oberösterreich, in dessen Wappen das silberne Schwert als Attribut auf ihn hindeutet. Weitere Orte sind der Prager Stadtteil Pankrác sowie St. Pankraz in Salzburg mit der Kirche St. Pankraz am Haunsberg, St. Pankraz in Südtirol, die St. Pankratiuskirche in Ohnastetten und mehrere San Pancrazio in Italien, ferner das Wallfahrtsziel Pankratiuskirche St. Pankraz (Karlstein). In Belecke gibt es Wappen und Kirche.
Eine Gesamtübersicht findet sich unter Pankratiuskirche. In London ist der Stadtteil St. Pancras nach ihm benannt und nach diesem der Bahnhof St Pancras, einer der Hauptbahnhöfe der Stadt, von dem die Züge nach Paris abfahren.
In der Haute Saône, Frankreich, gibt es die Ortschaften Mailleroncourt-Saint-Pancras, Betoncourt-Saint-Pancras und Dampvalley-Saint-Pancras.
In Wil (Kanton St. Gallen, Schweiz) befinden sich in der Kirche St. Nikolaus die Gebeine des dritten Stadtheiligen St. Pankratius.
Der Benediktiner Pankraz Stollenmayer (1889–1980) wählte den Heiligennamen als Ordensnamen, desgleichen der Salvatorianer Pankratius Pfeiffer (1872–1945), der Engel von Rom.
In Mainz stand früher ein Pankratiusbrünnchen.